# Siphonophora pubescens
Siphonophora pubescens är en mångfotingart som beskrevs av Christoph D. Schubart 1947. Siphonophora pubescens ingår i släktet Siphonophora och familjen Siphonophoridae. Inga underarter finns listade i Catalogue of Life.